# Ippo (Ouahigouya)
Pour les articles homonymes, voir Ippo.
Ippo, parfois orthographié Ipo, est une localité située dans le département de Ouahigouya de la province du Yatenga dans la région Nord au Burkina Faso.

## Géographie
Ippo se trouve à 15 km au sud du centre de Ouahigouya, le chef-lieu du département, et à 4 km au sud de Sissamba et de la route nationale 10.

## Santé et éducation
Le centre de soins le plus proche d'Ippo  est le centre de santé et de promotion sociale (CSPS) de Sissamba tandis que le centre hospitalier régional (CHR) se trouve à Ouahigouya.